# Talsperre Rejeitados
Die Talsperre Rejeitados (portugiesisch Barragem de Rejeitados) liegt in der Region Alentejo Portugals im Distrikt Beja. Sie staut den Barranco do Morgado. Die Kleinstadt Aljustrel befindet sich ungefähr 500 m östlich der Talsperre. Die Talsperre Águas Claras liegt ca. 400 m oberhalb der Talsperre Rejeitados.
Mit dem Projekt zur Errichtung der Talsperre wurde im Jahre 1990 begonnen. Die Talsperre dient als Absetzbecken für die Klärung von Abwässern aus der Aufbereitung der Erze des nahegelegenen Bergwerks (siehe auch Tailings). Sie war im Besitz von Pirites Alentejanas, S.A. Am 5. Februar 2009 wurde die Mine Aljustrel von Lundin Mining an MTO SGPS, SA. verkauft.

## Absperrbauwerk
Das Absperrbauwerk ist ein Staudamm mit einer Höhe von 32 m über der Gründungssohle (30 m über dem Flussbett). Die Dammkrone liegt auf einer Höhe von 157 m über dem Meeresspiegel. Die Länge der Dammkrone beträgt 500 m und ihre Breite 9 m. Das Volumen des Staudamms umfasst 289.000 m³.
Der Staudamm verfügt über eine Hochwasserentlastung, über die maximal 0,9 m³/s abgeleitet werden können. Das Bemessungshochwasser liegt bei 1,87 m³/s; die Wahrscheinlichkeit für das Auftreten dieses Ereignisses wurde mit einmal in 1.000 Jahren bestimmt.

## Stausee
Beim normalen Stauziel von 155,75 m (maximal 156 m bei Hochwasser) erstreckt sich der Stausee über eine Fläche von rund 0,49 km² und fasst 3,46 Mio. m³ Wasser.